# سدو
السدو هو أحد أنواع النسيج المُطرز التقليدي الذي ينتشر في شبه الجزيرة العربية. السدو لغةً، هو كل ما هو منسوج على طراز أفقي. غالباً ما يستخدم وبر الجمل أو شعر الماعز أو صوف الغنم لحياكته. يستعمل السدو لحياكة الخيمة البدوية المعروفة ببيت الشَعَر، التي تحمي من حرارة الشمس وبرد الصحراء في الليل.

## حياكة السدو
تبدأ عملية صنع وحياكته، السدو بقص صوف الغنم وشعر الماعز وجمع وبر الإبل، ثم يتم تصنيفها حسب اللون والطول، ثم يُنظف الصوف بطرقه وهزه لإزالة الشوائب العالقة به، مثل النباتات أو الأشواك أو الغبار أو الأتربة حتى تصبح أصوافه صالحةً للنسج. وحتى تستكمل هذه العملية يتطلب ذلك تنظيف الصوف ثلاث مرات أو أكثر باستخدام الماء الساخن أو البارد مع الطين أو الرماد، أو الصابون.

يُغزل الشعر أو الصوف باستخدام المغزل، ثم يصبغ بالألوان الزاهية المستخلصة من النباتات والتوابل المتوفرة في مناطق شبه الجزيرة العربية، مثل الحناء والكركم والزعفران والصبار والنيلة. يتميز السدو التقليدي بألوانه المختلفة التي تتنوع بين الأسود والأبيض والبني والبيج والأحمر. ثم يُغزل الصوف على النول، وهو آلة الحياكة المصنوعة من النخيل، ويتم استخدام أنوال عديدة عند الحاجة إلى كميات كبيرة من مواد السدو اللازمة لصناعة الخيام أو في الأعراس. جرت العادة أن يُغزل الصوف ويحاك في مجموعات صغيرة، حيث تتبادل النسّاجات أخبار أسرهن. وعادةً ما يقمن بالغناء أو إلقاء الشعر. وتشتمل نقشات الـسدو على عناصر زخرفية يبرُز من خلالها الشكل العام للسدو في السعودية، وتظهر بنقوش مبسطة قوامها أشكال هندسية كالدائرة والمربع والمثلث والمعين، وقد استخدمت نساء البادية هذه الزخارف كرموز وعلامات لها دلالات تعبيرية مختصرة.

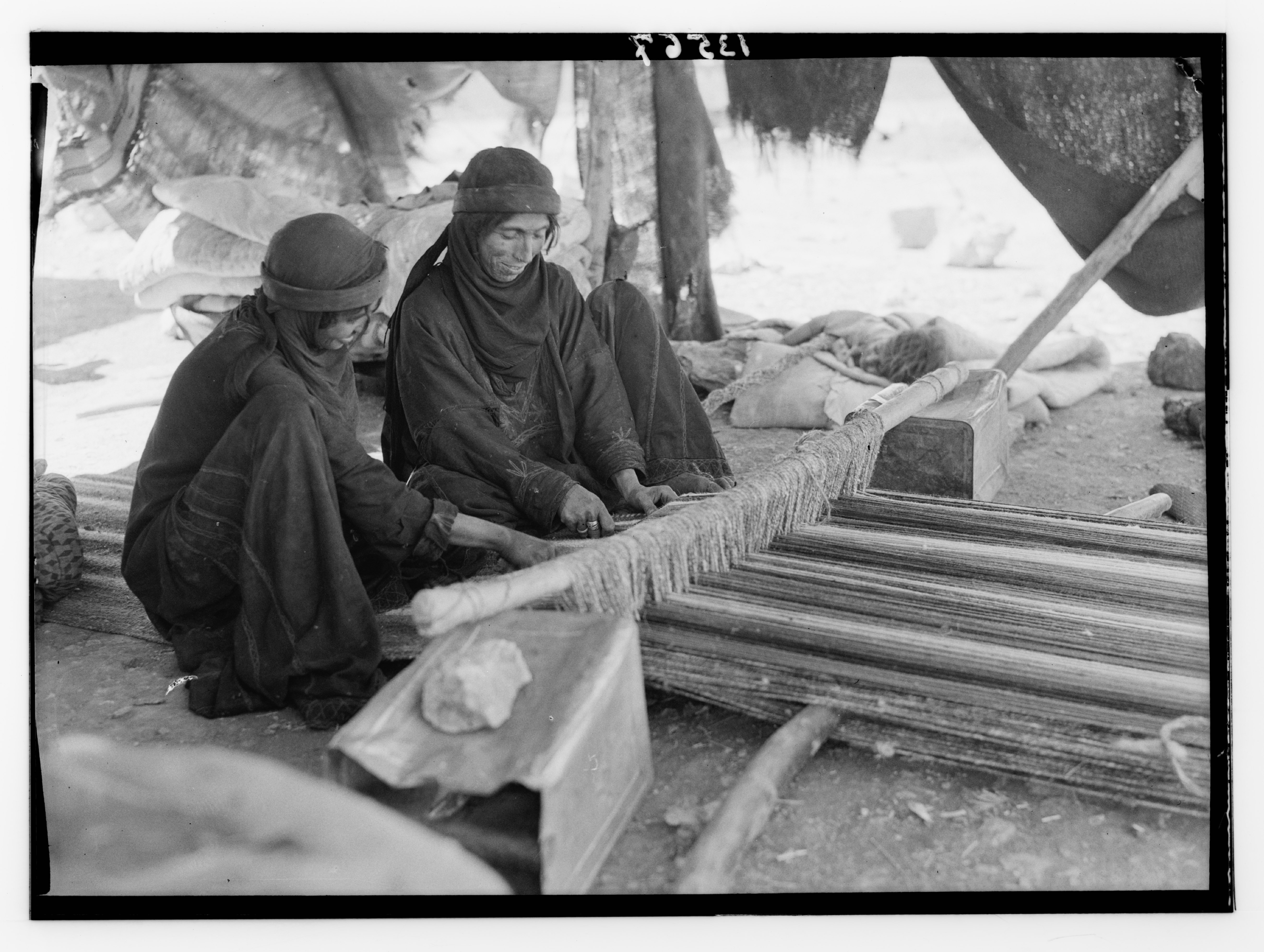
نسوة يغزلن السدو، حوالي عام 1946م.

### مراحل إعداد المادة الخام
الغرض من عمليات إعداد المادة الخام هو تحويلها إلى خيوط خالية من الشوائب، متجانسة منتظمة لتعطي السدو مظهراً جيداً، وهي على النحو الآتي:
- الجز: وهي عملية قص المادة الخام من الحيوان حيًا وتتم العملية بالجليم (وهو أداة جزْ الشَعر)، وكمية المادة الخام المجزوزة من الحيوان تسمى "جزة".
- الفرز: وفرز المادة الخام هو تصنيفها حسب الجودة والطول واللون، حيث يوضع كل نوع علـى حدة بتفاوت أنواعه ما بين صوف غنم وشعر ماعز ووبر إبل.
- التنظيف: الغرض من العملية هو تنقية المادة الخام من الشوائب العالقة بها بتنظيفها من الشوائب، ثم تجمع وتنقع في أحواض كبيرة خاصة بسقي الماشية أو في قدور أو أواني كبيرة ثم تغسل بالماء جيداً. وخلال ذلك يجري فركها بالأيدي ونشرها في أماكن معرضة للشمس والهواء حتى تجف.
- النفش: بعد الغسيل تتلبد الشعيرات فتحتاج إلى التفريق بالمنفاش، وتتم هذه العملية في السابق بأصابع اليد حيث تمسك المرأة كمية من الصوف أو الشعر أو الوبر بين أصابعها وتقوم بشده في اتجاهين متعاكسين، حتى ينفرد ويتساقط ما علق به وينتفش. وقد استعيض عن هـذه الطريقة بالمنفاش (الكرداش) حيث توضع المادة الخام فـي المنفاش بين المسامير وتسحب بحركة عكسية. وتكرر هذه العملية لسحب شعيرات المادة الخام وجعلها في صورة مستقيمة على درجة ثابتة من الانتظام، والغرض من عملية النفش زيادة تنظيف المادة الخام من الشوائب التي لم يتم التخلص منها في المراحل السابقة وإزالة العقد الموجودة في الـشعيرات وتـصفيفها وترتيبها في وضع متواِزٍ، مما يساعد على تماسكها أثناء عملية الغزل.
- العمت: هي عمت الصوف والوبر أيّ لفُّه، وهنا تُلف المادة الخام من الصوف أو الوبر أو الشعر بشكل مستدير ليُجعَل في اليد بعد غسلها ونفشها وتثبت في المغزل لإعداد خيوط الغزل.
- الغزل: الغرض من عملية الغزل هو تحويل الشعيرات إلى خيوط نظيفة خالية من العقد متجانسة ناعمة الملمس. وتتوقف جودة قطعة السدو ومتانتها، على مدى إجادة هذه العملية، وتتم عملية الغزل بالمغزل على مدار العام.
- الصباغة: هي عملية تلوين الخيوط بصبغات تكسبها لوناً جديداً مختلفاً عن ألوانها الطبيعية. ولقد كان العرب قديماً يستعملون أصباغاً مختلفة من قشر الرمان وقشور الأشجار والجذور حيث يستخرجون ما فيها من مادة ملونة للصباغة، كما يستخدمون الحناء والكركم، والزعفران، والصبار، والنيلة.
- النول: تعرف آلة السدو عند أهل البادية في جميع مناطق السعودية، بالنول أوالنطو اأو لسدو، وغالبًا ما تكون موجودة أمام بيت الشعر في المكان المخصص للنساء. تتميز هذه الآلة بالبساطة وسهولة الحمل عند التنقل من مكان إلى آخر، ويتم تركيب النول الخشبي التقليدي من عصاتين مصنوعتين محلياً من شجر الطلح بعد حفها وتنعيمها. وهي: عصا البداية وطولها قرابة 95 سم، وتسمى عصا الرأس. وعصا القاع هي عصا أخرى بذات الطول. تُثبت عصا الرأس وعصا القاع بأربعة أوتاد جانبية وهي قضبان من الحديد ينتهي أسفلها بأطراف مدببة تساعد على غرزها في الأرض، أما أطرافها العلوية فمعقوفة على شكل حلقة لربط أطراف عصي النول على شكل مستطيل. أما أجزاء النول الرئيسة فهي:
  1. المنشزة: وظيفتها رصف الخيوط ودكّها بعد تشبيكها بخيوط السدو.
  2. المدراء: هي أداة تتكون من جزأين أحدهما مقبض من الخشب بحجم قبضة الكف، أما الآخر فقطعة حديدية معقوفة الرأس، مؤخرتها مغروزة بطرف المقبض الخشبي.
  3. الميشع: هي عصا خشبية طولها قرابة 75 سم، تصنع من جريد النخيل بعد أن يتم حفها وتنعيمها، فتكون أسطوانية الشكل ليلف حولها الخيط.
  4. الِحِفَّة: هي عصا خشبية طولها قرابة 75 سم، تدفع خلال الفجوة الناتجة عند مرور خيط السدو من أسفل إلى أعلى في بداية النول.
  5. الركايز: هما قطعتان متقابلتان من الأحجار أو الأخشاب توضع كحوامل لعصا النيرة، وظيفتها رفع النيرة حتى لا تلامس الأرض.
  6. عصا النيرة: هي عصا خشبية طولها قرابة 75 سم، ترفع على الركائز لعمل الخيوط، وتكون كثر ارتفاعاً من بداية النول ونهايته، وهي قابلة للتحرك إلى الأمام كلما تقدمت الناسجة في عملية السدو، وتُعرف فـي بعـض مناطق السعودية بالنيرة.
  7. القلادة: هي خيط من الصوف متحرك يلف حول خيوط السدو العلوية للفصل بينها وبين الخيوط السفلية.

## الاستعمالات
لقطع المشغولات المصنوعة من السدو في الخليج العربي وشبه الجزيرة العربية أسماء عديدة. منها ما يطلق عليه اسم «الساحة» وهي المفارش التي تستخدم في فرش المجالس والدواوين، وتصنع عادة من الخيوط المبرومة وتُسمى «البساط». هناك أيضاً ما يعرف باسم «المساند» وهي عبارة عن مجموعة وسائد يُستند إليها الجالسون في المجلس، ويتم تزيينها بـ «الخشام» أيّ تطريز أطرافها لتعطي رونقًا جذابًا.
هناك أيضاً ما يُسمى "الدثارة" وهي نسيج جميل وقليل السماكة، يستخدم غطاءً للنوم في الشتاء. بينما يُعد "بيت الشعر" القطعة الأكبر من مشغولات السدو، وهو الخيمة والمسكن المتنقل لأهل البادية، ويُصنع من صوف الماعز بلون أسود أو بني. وهناك "المزواد" وهو كيس كبير يُستخدم لحفظ الملابس، له حياكة أعلى فتحة الكيس. يماثله قليلاً "العدل" وهو عبارة عن كيس كبير لحفظ الأرز أو القمح، وكانت "العدول" قديمًا تصنع من القطن نظراً لمرونة خيوطه. وكذلك هناك "الحقائب" وهي قطعة معروفة من اسمها كانت الأمهات تضع فيها قديماً "الحلي التقليدية أو الدخون وأدوات الزينة". وهناك أيضاً "الشعرية" و"الرواق" و"البطان" و"الطرابيش".
في الوقت الحاضر دخلت تصاميم السدو في العديد من صناعات الأزياء في بلدان شبه الجزيرة العربية.

## التنوع الجغرافي

### الكويت
تم إدراج ملف السدو الكويتي على القائمة التمثيلية للتراث الثقافي غير المادي للبشرية لدى منظمة الأمم المتحدة للتربية والعلوم والثقافة «يونسكو» بالمشاركة مع المملكة العربية السعودية في عام 2020. تعرف الكويت باحتوائها على بيت السدو الذي بناه يوسف المرزوق في 1929، يقع البيت في منطقة القبلة، التي تطل على شارع الخليج العربي، وتبلغ مساحته 1061.5 متراً مربعاً، والمبنى من المباني القليلة المتبقية من حقبة الكويت قبل النفط، ويمتاز بالجمع بين أسلوب العمارة الكويتية التقليدية من حيث التصميم وفن العمارة الهندية من حيث الزخارف المنفذة على الأبواب والشبابيك. يحتضن البيت عراقة فن السدو، وتستخدمه حاليًا الجمعية الحرفية التعاونية للسدو منذ 1979.
في الكويت تم إنشاء جمعية السدو، حيث تتكرس جهودها للحفاظ على التراث النسيجي الغني والمتنوع للبدو الكويتيين وتوثيقه والترويج له، من نسج البدو الرحل إلى النسيج الحضري للمدينة. بدأ مشروع السدو في 1978 بوصفه مبادرةً خاصة من قبل مجموعة من الكويتيين المهتمين الذين يرغبون في الحفاظ على هوية ثقافية تختفي بسرعة، لكنها جوهرية. في عام 1991 بعد تحرير الكويت بفترة وجيزة تم تحويل المشروع إلى جمعية السدو للنسيج التعاونية، وهو مشروع يمتلكه ويديره النساجون والحرفيون أنفسهم. تدير الجمعية معرضًا ومتحفًا ومتجرًا وورشة عمل في بيت السدو.

### الإمارات العربية المتحدة
في الإمارات السدو يعد حرفة يدوية تقليدية وشكل من أشكال النسج التقليدي الذي تمارسه النساء البدويات، وغالباً ما كانت تُزيّن النساء سروج الخيول والإبل بالسدو بتصميمات ورموز وألوانٍ مستوحاة من البيئة الطبيعية والتي تعكس الهوية الاجتماعية للقبيلة. .أُدرجت حرفة السدو في اليونسكو عام 2011 ضمن القائمة التمثيلية للتراث الثقافي غير المادي للبشرية الذي يحتاج إلى صون عاجل بجهد من هيئة أبوظبي للسياحة والثقافة.

شعار قمة مجموعة العشرين في السعودية ويظهر عليها نقوشات السدو.

### المملكة العربية السعودية
سجلت السعودية السدو ضمن القائمة التمثيلية للتراث الثقافي غير المادي لدى منظمة الأمم المتحدة للتربية والعلم والثقافة "اليونسكو" عام 2020. ويقام مهرجان السدو في منطقة الجوف كل عام، وهو يسهم في إبقاء ونشر حرفة صناعة السدو في المنطقة ونشرها، كما يسهم في دعم الأسر المنتجة. التي تتخذ من حياكة السدو حرفةً لها. اتخذت السعودية السدو شعارًا لترؤسها قمة مجموعة العشرين في الرياض 2020.

## المعهد الملكي للفنون التقليدية
في سبتمبر 2023، أقام المعهد الملكي للفنون التقليدية، دورةً في نسيج السدو، تهدف إلى تزويد الملتحقين بالدورة، بمعلوماتٍ عن فنون السدو، وتحديدًا استخدام "النول"، واكتساب المهارات اللازمة لإنتاج قطعة سدو.

## مكتبة الملك عبد العزيز العامة
في مارس 2023، نظَّمت مكتبة الملك عبد العزيز العامة، ورشةَ عملٍ بعنوان "صناعة السدو بين الماضي والحاضر".

## سوق عكاظ
في أغسطس 2019، احتضن سوق عكاظ، ضمن موسم الطائف، تنظيم محلات عديدة، يتجاوز عددها أكثر من 30 محلًا في"سوق السدو"، كذلك للتعرف على فنون صناعة السدو، والأدوات المستخدمة، وطريقة عمل تلك الصناعة الحرفية، قديمًا وحديثًا.

## معرض السدو الهندسي
في أكتوبر 2023، انطلاق معرض السدو الهندسي 2023 بالعاصمة السعودية الرياض. حيث أقيم المعرض في قاعة الخزامى للمناسبات، كما أقيمت بعض الفعاليات، عبر جلسات نقاش، وورش عمل، وندوات تعريفية، عن صناعة السدو.

## حكاية السدو
في مارس 2022، نظَّمت وزارة الثقافة فعالية "حكاية السدو"، في قصر الثقافة بحي السفارات في مدينة الرياض. حيث تم تقديم فيلم وثائقي عن فنّ السدو، كما تطرّقت الفعالية الى "السدو السعودي في عين العالم"، حيث تم تقديم مشاركات المملكة في المعارض العالمية عن السدو، مثل "دور السدو العالمي" بمهرجان سنغافورة التراثي.